# جوانه‌پوش

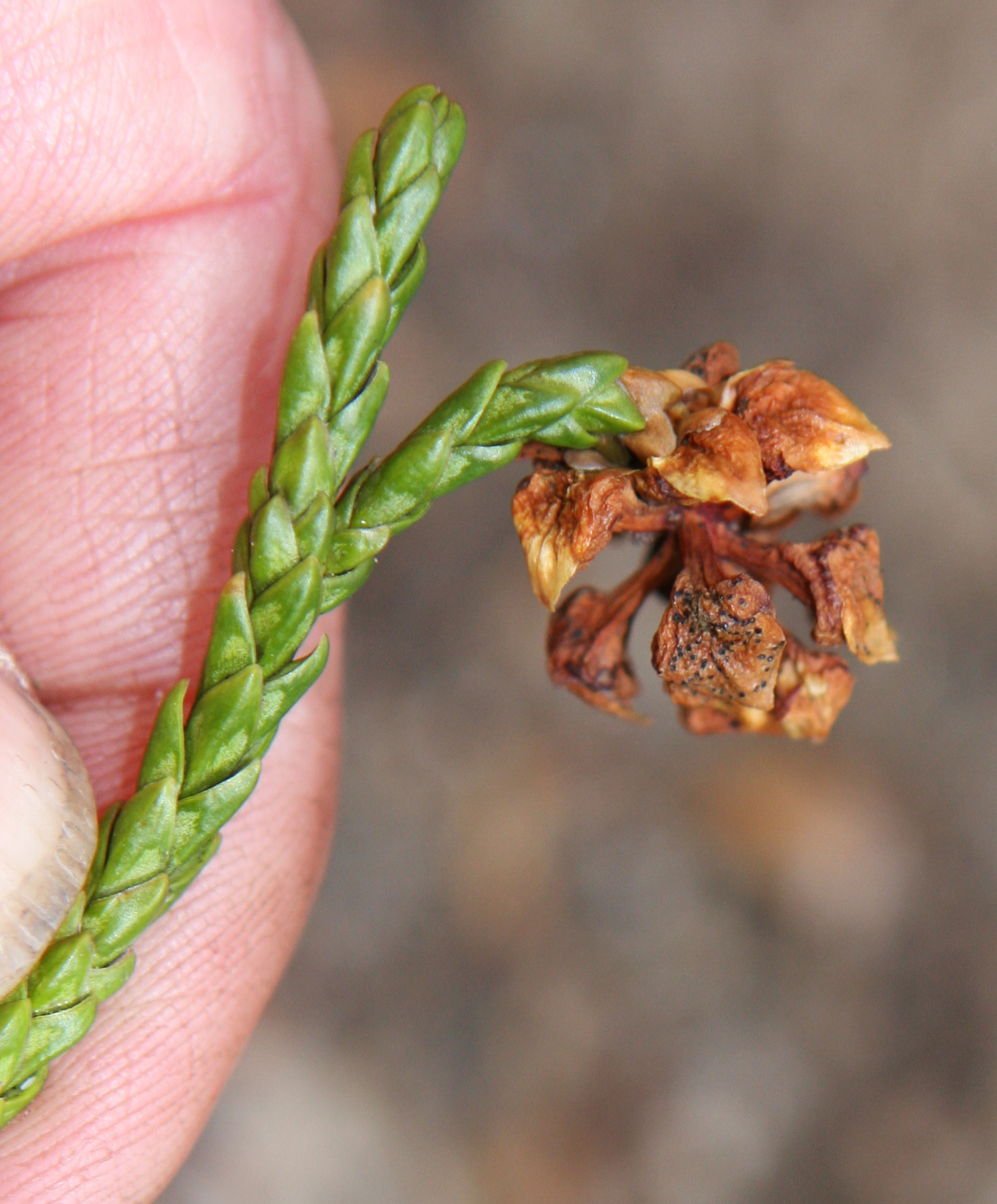
ساقه انبوه‌رده‌ها پوشیده شده با برگ‌های کوچک تختی به نام جوانه‌پوش.

جوانه‌پوش (انگلیسی: Cataphyll) در گیاه‌شناسی به برگ‌های تغییرشکل‌یافته‌ای گفته می‌شود که بیشتر نقش حفاظتی یا ذخیره‌ای دارند و برخلاف برگ‌های معمولی، کار اصلی آن‌ها فتوسنتز نیست. این برگ‌ها معمولاً در مراحل اولیه رشد گیاه یا در شرایط خاصی مانند محافظت از جوانه‌ها ظاهر می‌شوند.
به جوانه‌پوش، فلس جوانه (bud scale) هم گفته‌اند.
جوانه‌پوش‌ها اشکال گوناگونی دارند. برخی از آن‌ها به‌صورت برگ‌های فلس‌مانند دیده می‌شوند که درختان و گیاهان چندساله برای محافظت از جوانه‌های خود در برابر شرایط نامساعد مانند سرما یا خشکی تولید می‌کنند. در برخی گیاهان مانند نخل‌ها و دم‌اسبیان، برگ‌هایی که به‌صورت غلاف اطراف ساقه را می‌پوشانند، نمونه‌ای دیگر از جوانه‌پوش محسوب می‌شوند. همچنین در گیاهانی مانند پیاز، لایه‌های گوشتی که مواد مغذی را ذخیره می‌کنند، نوعی جوانه‌پوش به‌شمار می‌روند.
وظیفه اصلی جوانه‌پوش‌ها محافظت از جوانه‌های گیاه در برابر عوامل محیطی مانند سرمای زمستان، خشکی یا آسیب‌های مکانیکی است. علاوه بر این، در برخی گونه‌های گیاهی، این برگ‌ها به ذخیره مواد مغذی کمک می‌کنند و در شرایط سخت به بقای گیاه یاری می‌رسانند.
نمونه‌های شناخته‌شده‌ای از جوانه‌پوش را می‌توان در پیاز مشاهده کرد که لایه‌های داخلی آن همان برگ‌های ذخیره‌ای گیاه هستند. همچنین در سرخس‌ها و برخی درختان، برگ‌های فلس‌مانند، پوششی برای محافظت از جوانه‌ها ایجاد می‌کنند.